# Cryoturris quadrilineata
Cryoturris quadrilineata é uma espécie de gastrópode do gênero Cryoturris, pertencente à família Mangeliidae.